# 이스트그랜드바하마

이스트그랜드바하마

이스트그랜드바하마(영어: East Grand Bahama)는 바하마의 구로 그랜드바하마섬 동반부에 위치한다.